# Tetsuya Furukawa
Pour les articles homonymes, voir Furukawa.
Tetsuya Furukawa (古川哲也, Furukawa Tetsuya) est un karatéka japonais né le 3 février 1973 et qui vivait à Niigata fin 2006. Il est connu pour avoir remporté la médaille d'or en kata individuel masculin aux XVe Jeux asiatiques.

## Résultats
| Résultat      | Date             | Épreuve         | Catégorie | Compétition          | Ville hôte     |
| ------------- | ---------------- | --------------- | --------- | -------------------- | -------------- |
| Médaille d'or | 12 décembre 2006 | Kata individuel | Seniors   | Jeux asiatiques 2006 | Doha, au Qatar |